# 神奈川県立平塚盲学校
神奈川県立平塚盲学校（かながわけんりつ ひらつかもうがっこう）は、神奈川県平塚市にある視覚障害者の特別支援学校である。神奈川県にはこれ以外、横浜市立盲特別支援学校と私立横浜訓盲学院があるが、県立の盲学校はここだけである。

## 創立
中途失明者であった秋山博が鍼師を開業し、地域の有力者の協力により1910年（明治43年）私立中郡盲人学校として、神奈川県中郡に設立された。戦後、神奈川県に移管された。

## 所在地など
- 住所:神奈川県平塚市追分10の1
- アクセス:東海道本線 平塚駅北口７番のりばから神奈川中央交通バス「伊勢原駅南口」行きで10分、「共済病院前･総合公園西」下車、徒歩2分。または「平塚盲学校前循環」で「平塚盲学校前」下車、すぐ前。
  - 小田急小田原線 伊勢原駅南口から神奈川中央交通バス「平塚駅北口」行きで20分、「共済病院前･総合公園西」下車
  - 小田急小田原線 秦野駅北口から神奈川中央交通バス「平塚駅北口」行きバスで35分、「追分」下車。徒歩5分。

## 学部
- 幼稚部
- 小学部
- 中学部
- 高等部
  - 普通科
  - 理療科
    - 本科保健理療科
    - 専攻科保健理療科
    - 専攻科理療科

## エピソード
- あいさつ運動を実施[3]。
- 秋山博の資料を保管している[4]。

## 付近
- 平塚市総合公園
- 平塚共済病院
- 神奈川県立平塚ろう学校